# Aloyse Knepper
Aloyse „Aly” Knepper (ur. 11 marca 1940 w Echternach, zm. 27 grudnia 2019) – luksemburski strzelec, olimpijczyk. 
Brał udział w Letnich Igrzyskach Olimpijskich 1960 (Rzym). Startował w kwalifikacjach trapu, których jednak nie przeszedł (uzyskał 76 punktów).